# Ipoella brunneus
Ipoella brunneus är en insektsart som beskrevs av Evans 1934. Ipoella brunneus ingår i släktet Ipoella och familjen dvärgstritar. Inga underarter finns listade i Catalogue of Life.